# John Ackah Blay-Miezah
John Ackah Blay-Miezah (entronizado como Nana Ackah Nyanzu II), fue un estafador ghanés que robó a cientos, tal vez miles de inversores occidentales y coreanos, varios cientos de millones de euros  mediante una variante del timo del entierro (un "419" a gran escala, pero sin carta). 

## Reseña biográfica
John Ackah Blay-Miezah nació en una familia humilde. Emigró joven a Estados Unidos, donde desarrolló su espíritu emprendedor. A principios de los 70 fue condenado en Filadelfia por una pequeña estafa; probablemente fuera durante esa estancia en prisión en cuando adquirió muchas de las habilidades que le permitieron luego crear su gran esquema de estafa, pues, al parecer, copió los hábitos de ciertos presos de altos vuelos, acostumbrados a tratar con poderosos, y la retórica de un capellán.

## Oman Ghana Trust Fund
En 1966 Kwame Nkrumah, el primer presidente ghanés y líder de la independencia, fue depuesto en un golpe de Estado. Surgieron rumores, probablemente fabricados por la propia junta militar, de que Nkrumah había sacado un tesoro del país antes del golpe. Blay-Miezah se inventó la historia de que él había sido nombrado por el expresidente en su lecho de muerte como el custodio de ese tesoro (de un valor de unos 27.000 millones de dólares), hecho imposible, pues Blay-Miezah estaba en prisión el día que murió Nkrumah. 
Según su historia, el dinero de Nkrumah se encontraba en el "Oman Ghana Trust Fund", pero bloqueado. Para desbloquearlo, Blay-Miezah necesitaba un pasaporte diplomático especial (cuya obtención costaría mucho dinero) y el apoyo de varios jefes tribales (cuya voluntad también ser comprada). Quienes le ayudaran financieramente en sus esfuerzos por desbloquear los fondos (que a su regreso a Ghana serían usados para financiar proyectos de desarrollo, una vez detraída una comisión) obtendrían una recompensa del 1000% por ello. Durante los años 70 y 80 Blay-Miezah estafó tal vez unos 250 millones de dólares a centenares o miles de "inversores", llevando una vida de extremo lujo, entendiendo la psicología de sus víctimas y copiando los hábitos de vida de los muy ricos (incluyendo un equipo de seguridad de ex comandos, un cocinero propio, secretaria, etcétera).
Para dar credibilidad a su historia fue creando un auténtico entramado en el que colaboraron banqueros suizos (ya que el falso fondo fideicomisario estaba bloqueado en un banco en Suiza) y autoridades ghanesas. Además, abrió oficinas en Londres y Zúrich, importantes plazas financieras, donde captaba a sus víctimas: financieros, empresarios, abogados... Shirley Temple, embajadora estadounidense en Ghana, fue de las personas que dudaron de Blay-Miezah, y escribió sobre ello a Henry Kissinger. 
Blay-Miezah llegó incluso a conseguir un pasaporte diplomático durante el gobierno de Acheampong (renovado durante la época del PNDC), lo que le permitió evadir la justicia estadounidense. En 1979 intentó presentarse a las elecciones, aunque su candidatura fue rechazada. Consiguió también convertirse en jefe tribal (nana).
En los años 80 se hizo con el equipo de fútbol Eleven Wise de Sekondi, transformándolo. 
Murió bajo arresto domiciliario en Acra en 1992, e incluso en su muerte sembró la confusión entre su familia al asegurar que tenía unos 15.000 millones de dólares en un banco en el extranjero.